# Art cistercien

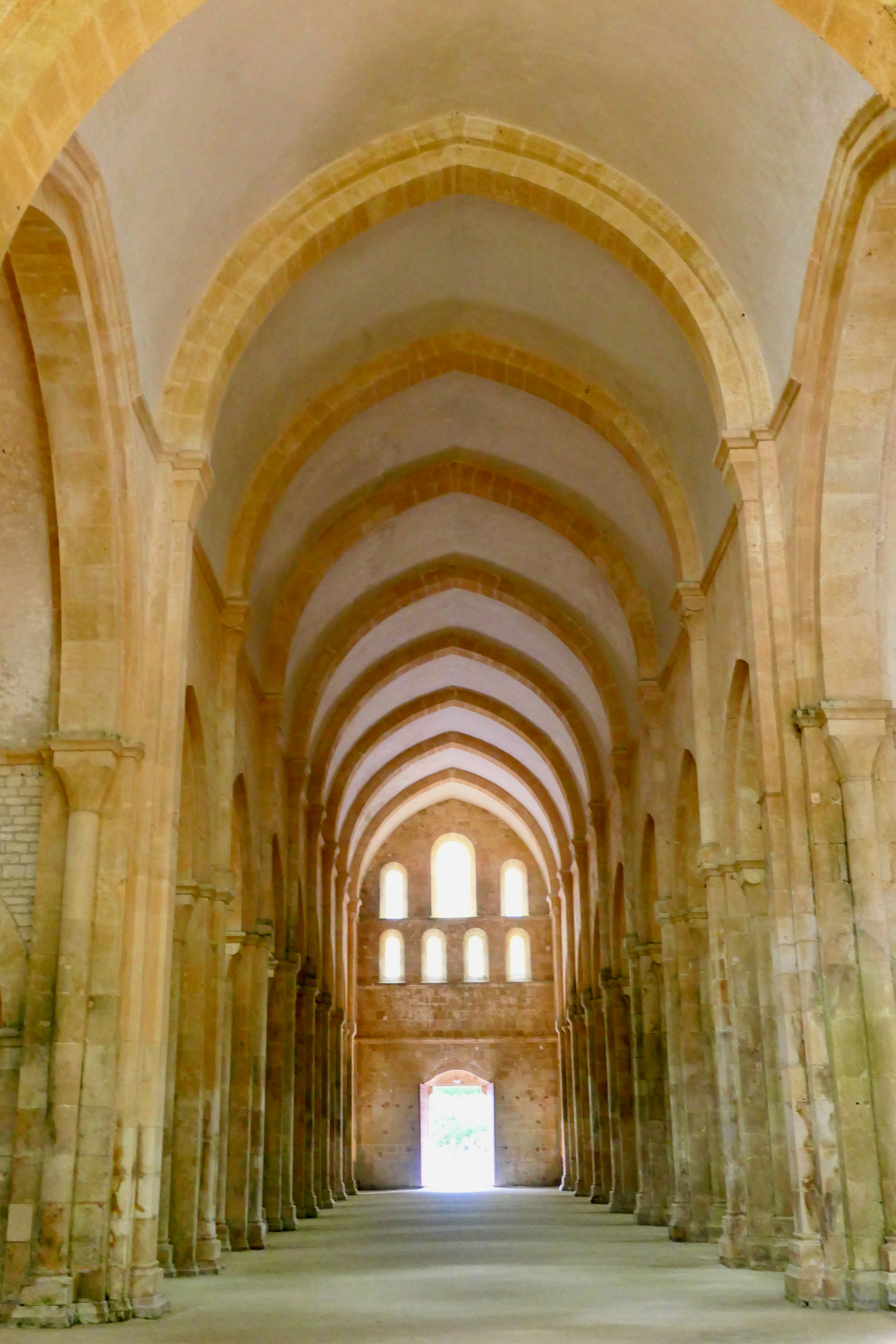
Intérieur de l'église abbatiale de Fontenay.

L'art cistercien est créé et transmis par l'ordre religieux fondé en 1098 par saint Robert de Molesme, en réaction au laisser-aller des monastères clunisiens vis-à-vis de la règle de saint Benoît. 
On peut caractériser l'architecture cistercienne par des bâtiments remarquables dans la pureté de leurs lignes, l'économie des matériaux et la simplicité du plan d'ensemble. Les monastères cisterciens se distinguent par la sobriété de l'architecture et des ornements.
Cet art a trois fonctions : d'abord louer Dieu et lui faire une offrande pour obtenir ses grâces. Ensuite, rendre présent l'invisible, le Royaume de Dieu, enfin, affirmer la puissance par une œuvre d'art.
Les rivières environnantes étaient utilisées pour l'énergie hydraulique (moulins) ; l'église était élevée au nord du site, tandis que le monastère et son cloître étaient établis au sud.
D'après Georges Duby, cet art naît des consonances entre la pensée d'un homme, saint Bernard, et la forme qu'est une abbaye cistercienne qui exprime sa pensée, et le monde dans lequel a vécu Bernard de Clairvaux. C'est le carré qui va être la forme choisie par Bernard pour être celle qui exprime au mieux son projet de vie monastique : le carré est une figure simple qui permet d'approcher le mystère dans l'humilité ; le carré peut être appliqué partout ; le carré est le signe de la Jérusalem nouvelle ; le carré est le symbole du passage du sensuel au spirituel. 
L'art cistercien est en phase avec leur spiritualité : il doit être une aide pour le cheminement intérieur des moines. En 1134, lors d'une réunion du Chapitre général de l'ordre, Bernard de Clairvaux qui est au sommet de son influence, recommande la simplicité dans toutes les expressions de l'art. Dès lors, les cisterciens vont développer un art dépouillé et souvent monochrome.

## Architecture

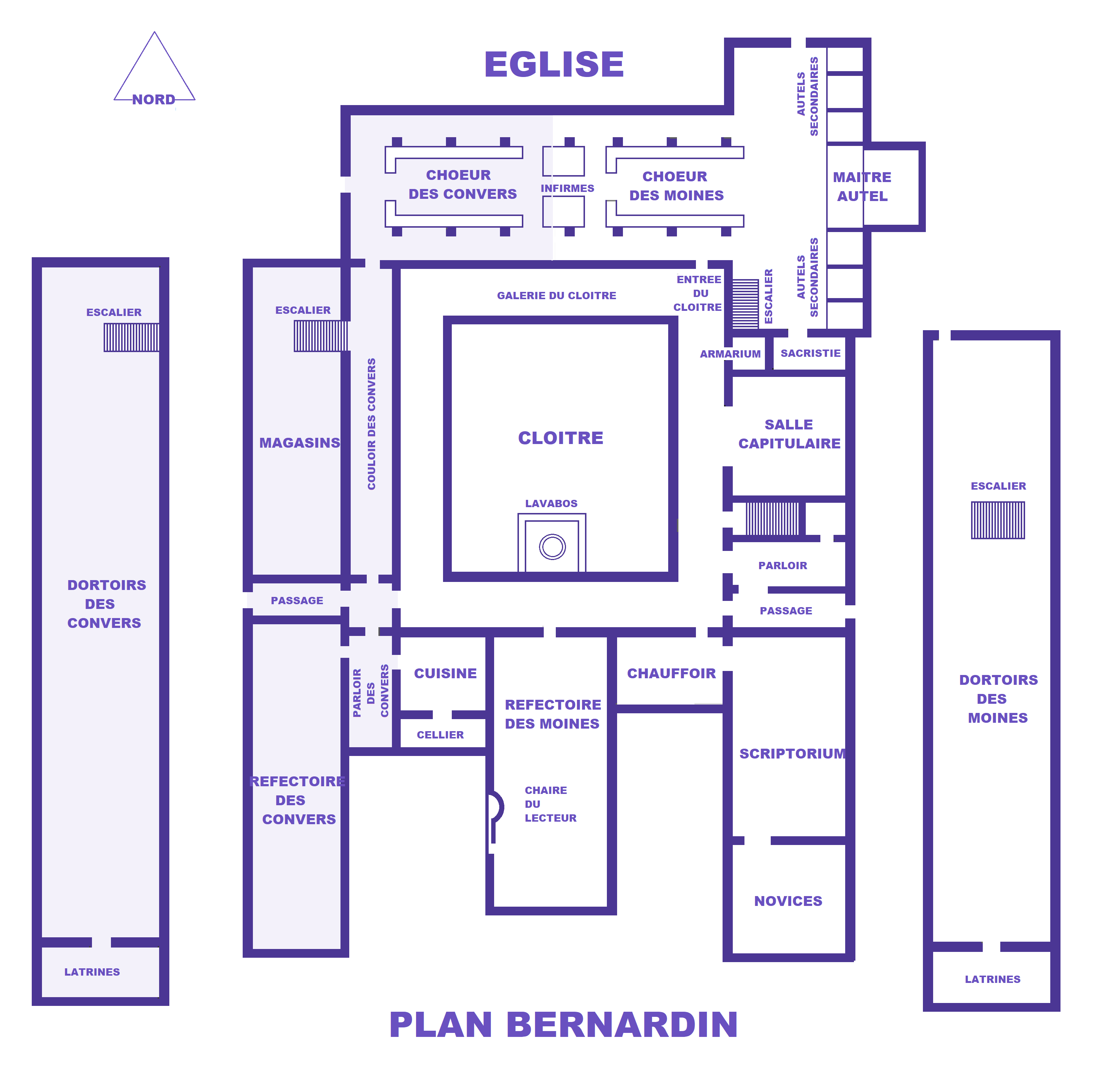
Plan Bernardin

Les abbayes cisterciennes se distinguent initialement par la simplicité et la sobriété de l'architecture et des ornements. En 1134, le Chapitre général prescrit une série de mesures concernant l'art sacré, les lieux saints ne devant recevoir aucun décor sculpté ou orné. La couleur doit être réservée aux enluminures. Les abbayes cisterciennes connaissent l'évolution de l'architecture romane vers le gothique (arc brisé) et se caractérisent par un grand dépouillement des lignes et de la décoration. Les oculi des abbatiales reçoivent des vitres blanches sans croix et sans couleurs. Aux tympans des portails et aux chapiteaux des églises, pas de sculptures car rien ne doit détourner la pensée de l'idée de Dieu. 
Le Chapitre général de 1135, sous l'influence de Bernard de Clairvaux est très directif sur les contraintes architecturales : il s'agit de traduire la Règle bénédictine dans l'espace. On doit respecter le carré monastique (le cloître issu de la Villa romaine). Les architectes cisterciens bâtissent leur plan sur des considérations fonctionnelles liées aux aménagements hydrauliques, la lumière ou les matériaux disponibles dans la région, mais en respectant les recommandations de Bernard de Clairvaux qui a défini les bâtiments nécessaires pour servir Dieu selon la Règle : l'oratoire, le réfectoire, le dortoir, l'hôtellerie et la porterie.
Au XIIe siècle, le roman a atteint sa maturité mais, à partir de la seconde moitié du siècle, les cisterciens vont impulser la transition vers le gothique. Les maîtres-d'œuvre cisterciens doivent concilier les exigences de construction en pierre pour limiter les risques d'incendie, de construction élevées et lumineuses (en phase avec leur spiritualité), sans trop augmenter le coût des chantiers. La croisée d'ogive permet de répondre à ce triple défi : moins consommatrice en pierre que la voûte romane, elle en augmente la hauteur.
Le succès financier de l'ordre entraîne une multiplication des chantiers et les bâtiments conventuels commencent à recevoir des ornements de plus en plus nombreux. Dès les années 1170, les principaux couvents reçoivent des parures et parfois s'agrandissent d'un déambulatoire. Les vitraux et les pavements se font plus luxueux. Les bâtiments gagnent en verticalité. L'art cistercien trouve un prolongement au XIIIe siècle dans l'art des cathédrales, comme en témoigne le chantier de la cathédrale de Laon. 
En France et dans d'autres pays d'Europe, subsistent quelques monastères cisterciens édifiés au XIIe siècle dont l'esthétique est admirable. Cette réussite architecturale est attachée à la personnalité de Bernard de Clairvaux. Les monastères cisterciens qui fleurissent à travers toute l'Europe, à l'époque où saint Bernard avait une influence prépondérante dans l'Ordre, ont trop de ressemblance entre eux, il s'en dégage une spiritualité trop accordée à ses paroles et à ses exigences, pour que l'on ne considère pas saint Bernard comme étant l'inspirateur de cet art.
La première contribution de saint Bernard est d'ordre moral. On connaît en effet plusieurs de ses interventions en ce domaine et qui se résument à deux traits, cohérents entre eux : le retranchement du superflu dans l'art, le rejet de la richesse et du luxe qui sont vol des pauvres. Il y a donc obéissance à cette exigence de simplicité et de vérité.
La seconde contribution de saint Bernard est d'ordre fonctionnel. Si la spiritualité de saint Bernard donne des clés d'interprétation pour l'architecture cistercienne c'est qu'elle indique un but que les bâtiments réalisent effectivement : ce but, c'est que la vie matérielle ne prenne jamais le pas sur la vie spirituelle (voir Marthe et Marie de Béthanie). Pour cela, il faut faire intervenir des données anthropologiques qui sont en même temps des options théologiques typiquement bernardines.
D'abord, le primat de la Parole : ces églises sont faites pour que retentisse la Parole de Dieu par le chant liturgique et la parole. Il est possible de s'en rendre compte en les visitant: la sonorité est remarquable, parfois améliorée encore par l'emploi de vases acoustiques, au point qu'une seule voix peut emplir la voûte (c'est d'ailleurs ce qui est recherché : un seul chantre doit pouvoir représenter le chœur). La qualité de la pierre elle-même n'est pas étrangère à cela : on a pu dire que « la pierre chante ». Plus tard, Goethe comparera ce type d'architecture à un art muet du ton (verstummte Tonkunst)  ou encore à une musique silencieuse (stumme Musik), ou encore parlera de musique figée, gelée (gefrorenen Musik), pétrifiée (erstarrten Musik). 
Il faut noter que cette architecture est contemporaine d'une réforme du chant.
D'une part, on recherche l'authenticité des textes et des mélodies, d'autre part, on élabore une théorie musicale supposée permettre une meilleure transmission que la simple pratique qui se dégrade inévitablement en coutumes. Dans cette confiance en la raison, il y a aussi un trait de l'esprit cistercien : reconnaître dans les lois, les proportions, la beauté qui est un reflet le la gloire de Dieu.

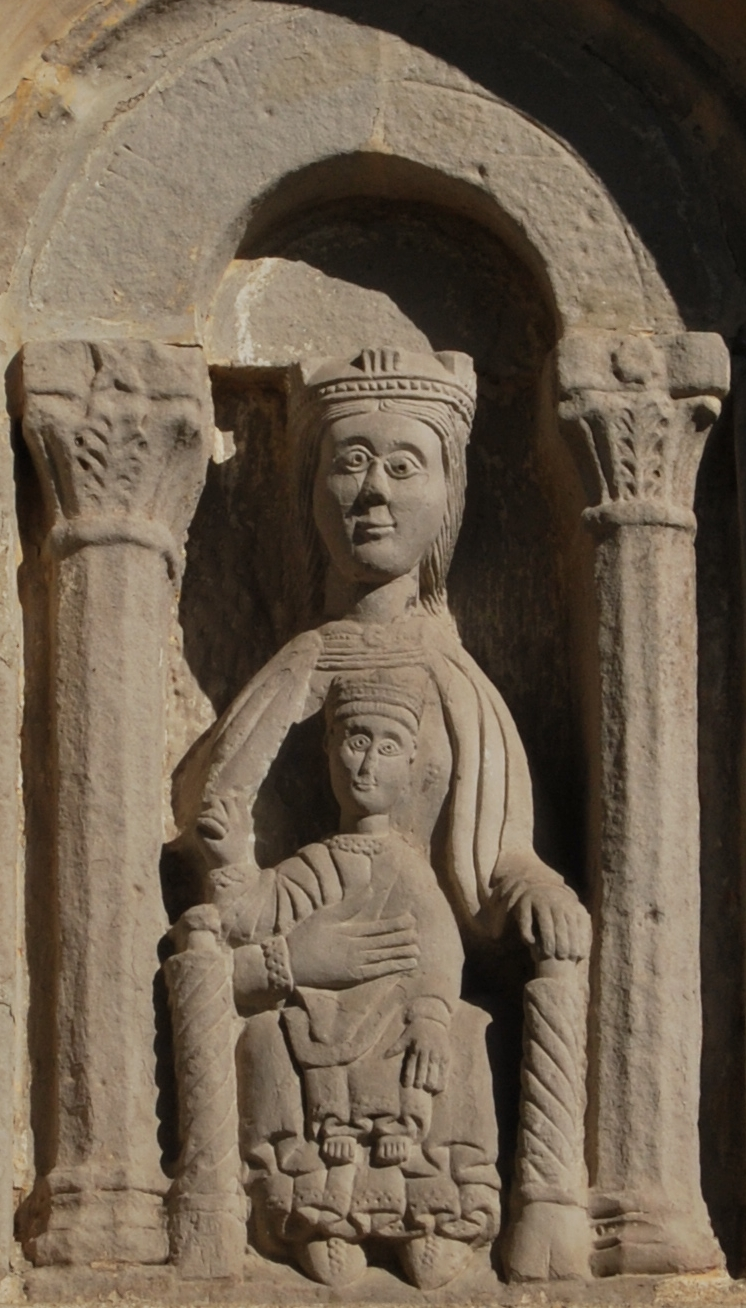
Notre-Dame de Bonneval (XIIe siècle).

Ensuite, la méfiance à l'égard du visible, qui, surtout pour les moines, peut détourner de la perception des réalités spirituelles (car il existe en l'homme des «sens spirituels» par lesquels il appréhende les réalités invisibles). C'est cette intelligence de la réalité qui commande le dépouillement de toute ornementation et laisse voir la pierre nue. Les formes, les proportions elles-mêmes révèlent à la raison les perfections de Dieu et entraînent à l'aimer. Il en résulte un rôle capital joué par ce qui n'est pas visible mais permet de voir toutes choses : la Lumière, lumière de la création, lumière du prologue de Jean. C'est cette présence et ce jeu de la lumière qui permet de dire que cet art est finalement, malgré son dépouillement, un art d'incarnation : dans l'église ou les autres bâtiments, elle n'est jamais violente, aveuglante, mais toujours mesurée, guidée, par l'architecture. L'ombre intervient aussi et cela signifie encore que la lumière éternelle s'est accommodée à notre vie humaine. Le jeu de la lumière dans l'espace symbolise cette présence de Dieu dans l'intériorité. Dieu a pris chair veut dire ici : la lumière éternelle s'est accommodée à notre vue. On peut sentir cela en visitant les églises cisterciennes. On sent le volume où on se meut et le climat que la lumière y crée en modelant et en mettant en valeur la matière. Le parti pris bernardin qui contribue à tout cela se résume à quelques principes: réduction des dimensions, quadrangularité (les courbes symbolisant le céleste sont réservées aux parties hautes tandis qu'à hauteur d'homme on se meut dans un espace dont les lignes symbolisent le monde terrestre). Dans cet espace qui nous attire, nous élève, le mur n'est plus qu'une surface lumineuse où la matière est transfigurée.
Ces architectures correspondent à une démarche de foi pour laquelle l'ouïe vient d'abord, la vision ensuite, et l'odorat lors des cérémonies où l'encens est utilisé. L'unité corps-âme-esprit est ainsi reconstituée par les sens, par certaines des zones les plus primitives de l'encéphale. Cependant, tout ici est ordonné à l'ouïe car, pour voir Dieu, selon saint Bernard, il faut d'abord l'écouter. Aussi la dimension la plus importante est sans doute la plus invisible, à savoir l'acoustique. Cette dimension invisible de l'architecture cistercienne est la 4° dimension de l'architecture médiévale à laquelle contribue également le silence des sites cisterciens. Aussi est-il permis de parler d' «art apophatique», ce qui n'avait jamais encore été réalisé aussi nettement dans l'histoire de l'architecture chrétienne: un art non figuratif, ordonnant avant tout l'espace en vue de mieux écouter la Parole, mais parvenant à symboliser, à rendre présente la beauté du créé.
Ce souci concret d'écouter correspond au primat théologique de la Parole. Il nous amène au caractère communautaire, ecclésial de cette architecture car l'église n'est pas faite pour être admirée et visitée mais dans son être même elle est symbole de la communauté constituée de pierres vivantes dont la raison d'être est la gloire de Dieu qu'elle célèbre par la liturgie.
Il est évident aussi qu'on retrouve dans la volonté de dépouillement de saint Bernard, le même souci de vérité et de lutte contre l'hypocrisie qu'il a déployé dans la réforme de la communauté ecclésiale.
La notion de "plan bernardin", encore largement utilisée dans la littérature, est toutefois remise en question par des historiens de l'architecture.

Architecture cistercienne
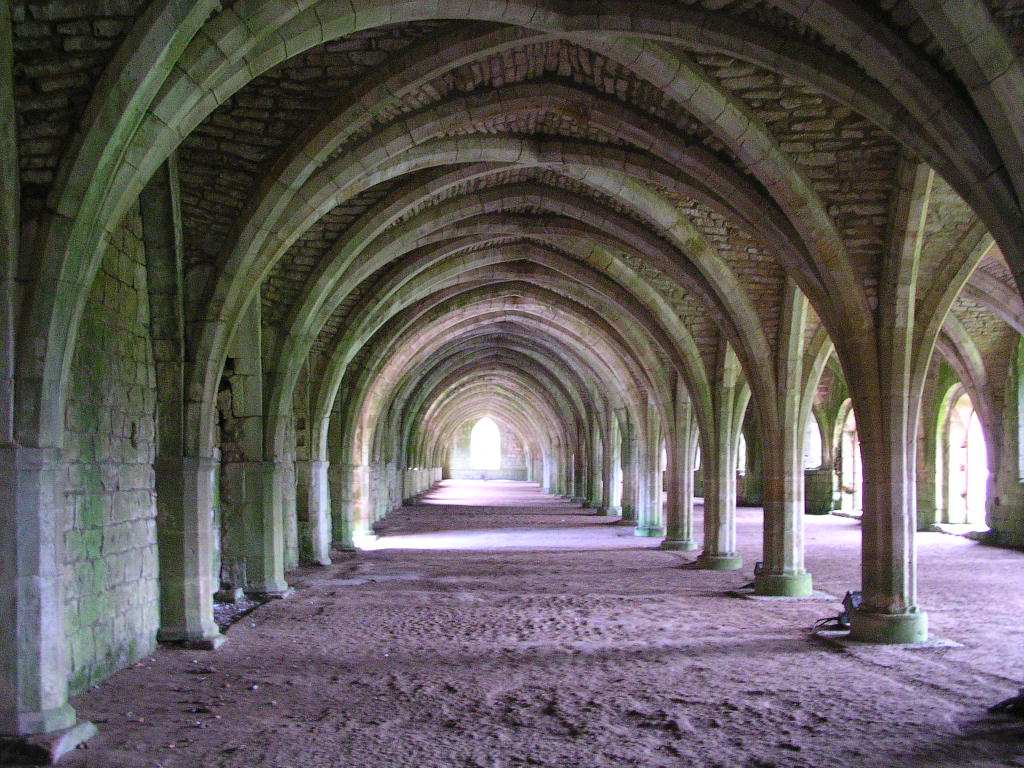
Réfectoire de l'abbaye de Fountains (Yorkshire)
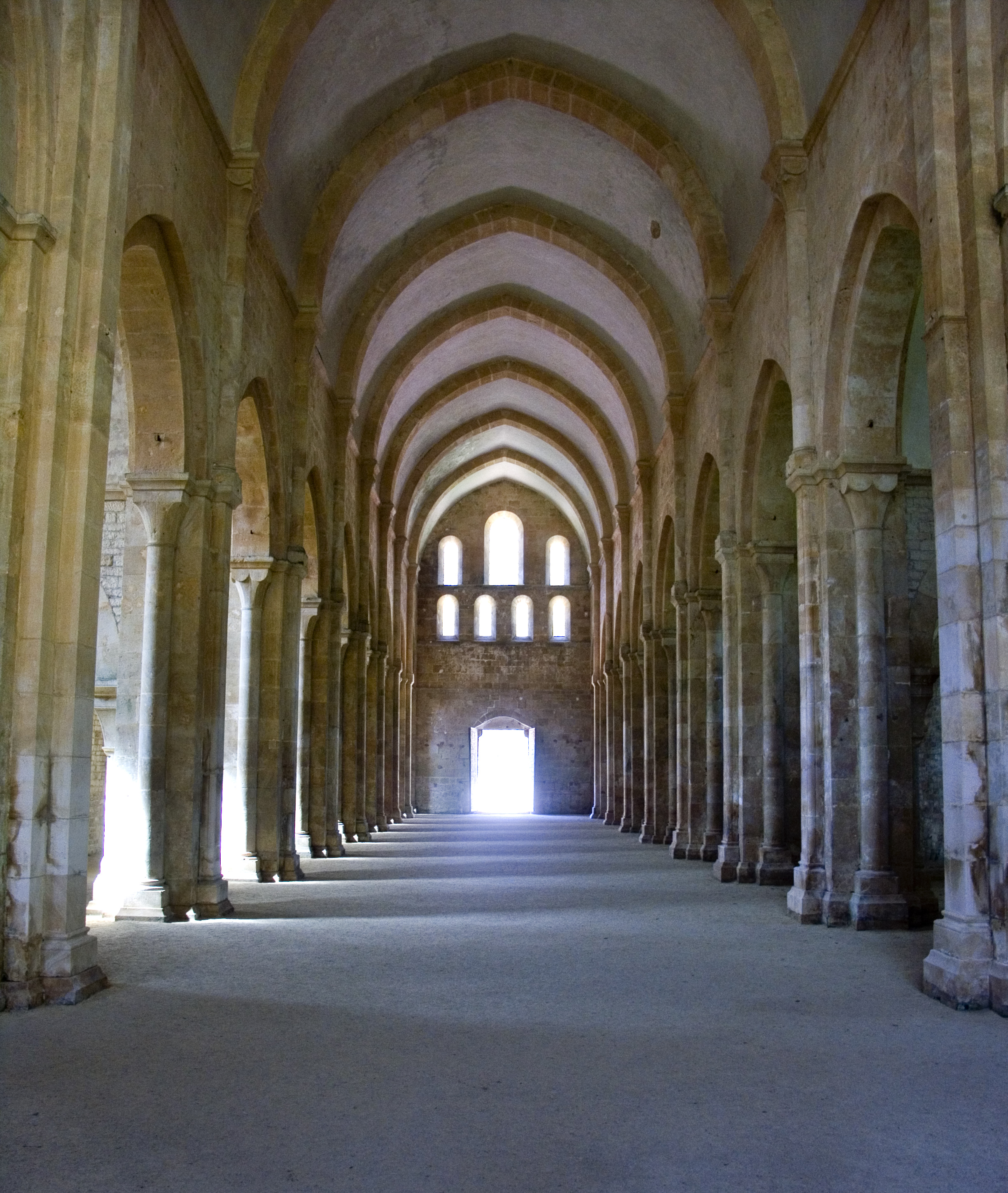
Arcs brisés de l'église abbatiale de Fontenay
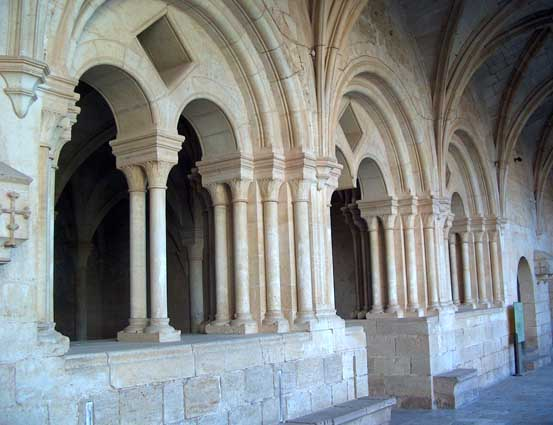
Salle capitulaire de l'abbaye de Santes Creus (Catalogne)
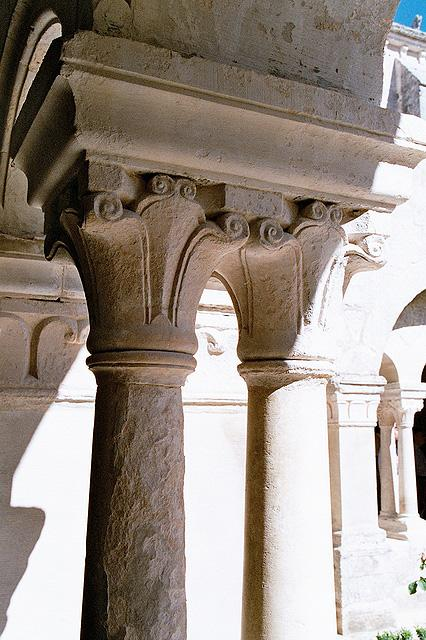
Cloître de l'abbaye de Sénanque (Vaucluse), chapiteau orné
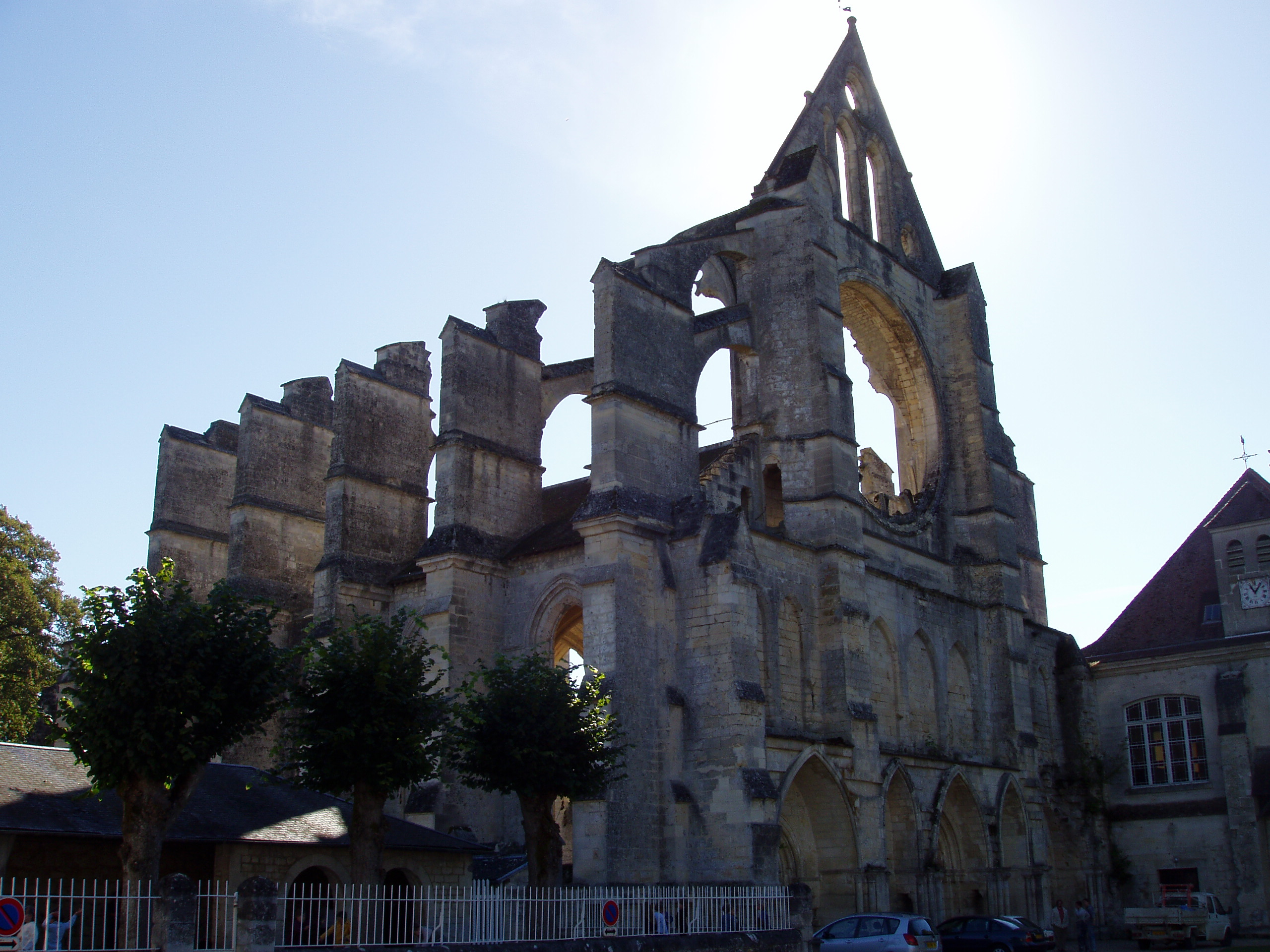
Abbaye Notre-Dame de Longpont (Aisne)
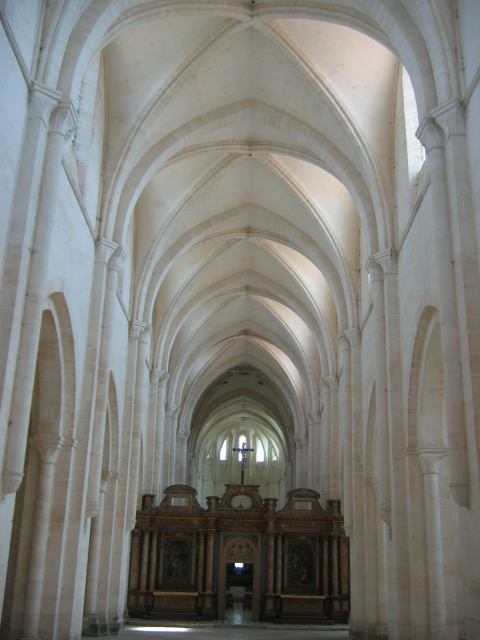
Nef de l'église abbatiale de Pontigny (Yonne), croisée d'ogives

## Vitraux

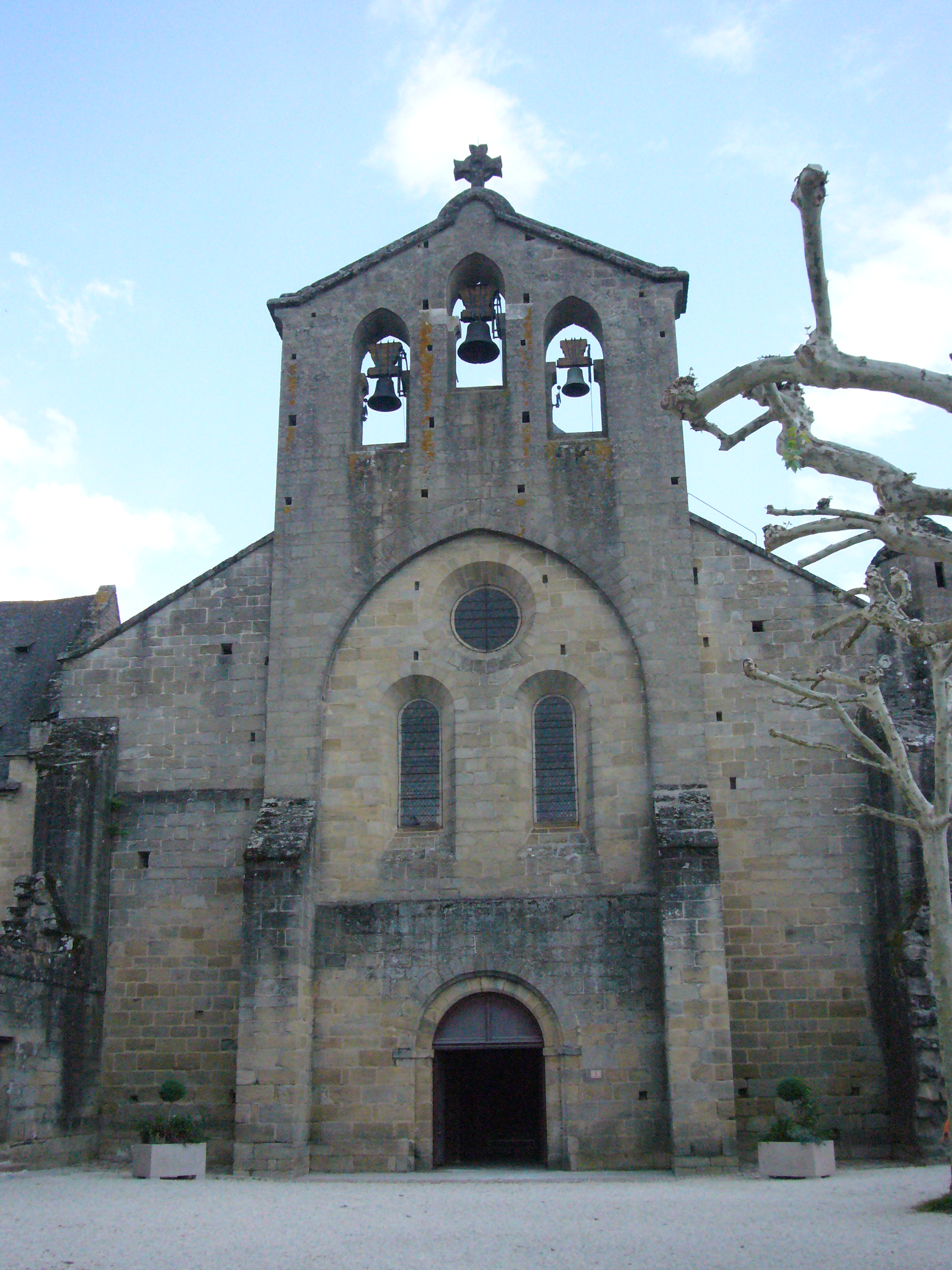
Église abbatiale d'Obazine

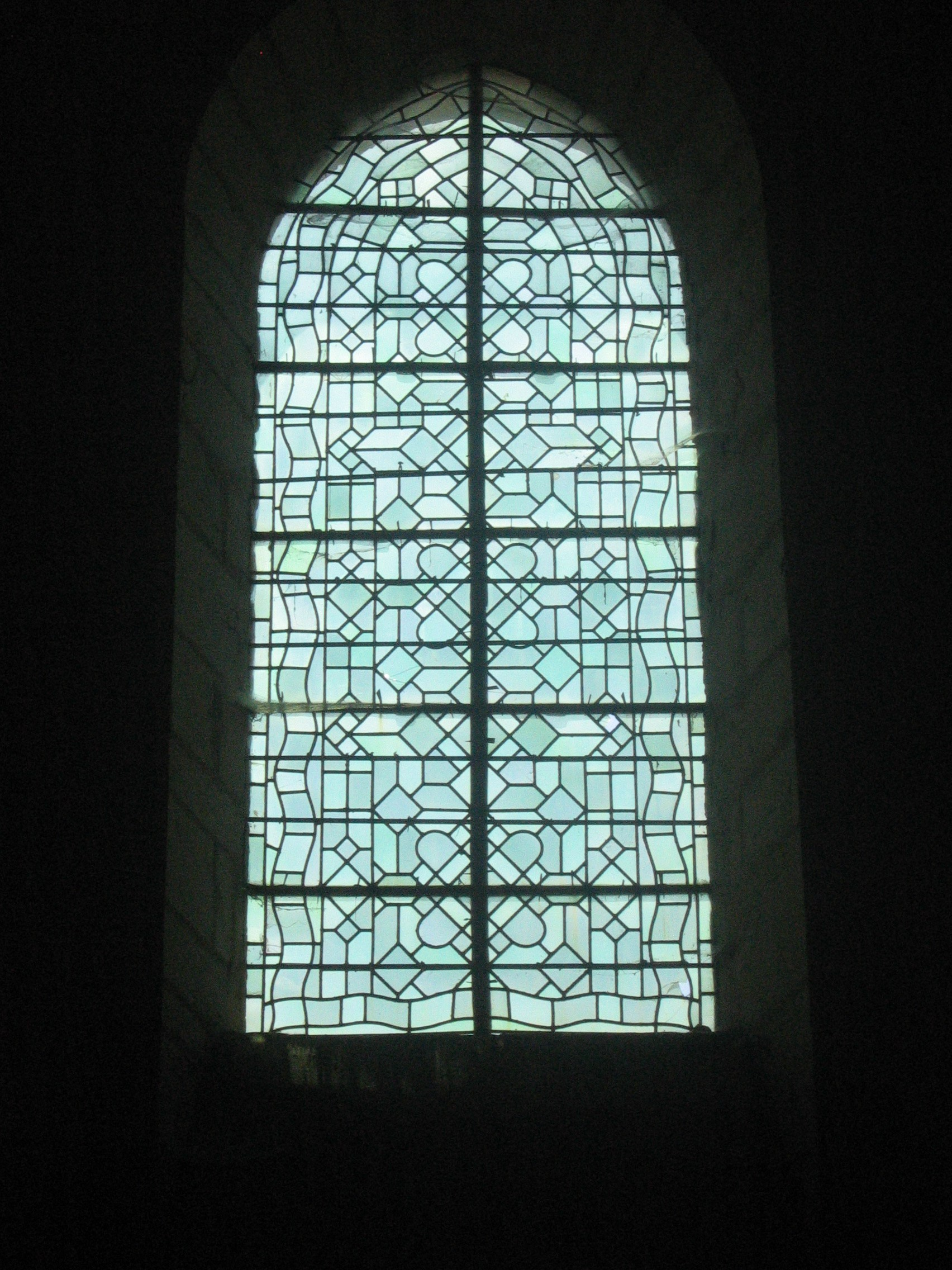
Vitraux de l'abbaye de Pontigny

En 1150, une ordonnance stipule que les vitraux doivent être « albae fiant, et sine crucibus et picturis ». Motifs géométriques et végétaux sont les seules représentations : palmettes, résilles, entrelacements qui peuvent rappeler l'exigence de régularité prônée par saint Bernard. Ainsi jusqu'au milieu du XIIIe siècle, les vitraux cisterciens sont exclusivement des verrières dites en grisaille dont les motifs s'inspirent de pavements romans. Les vitraux blancs dominent ; moins coûteux, ils correspondent aussi à un usage métaphorique comme certains ornements végétaux. Les abbayes de La Bénisson-Dieu (La Bénisson-Dieu, Loire), d'Obazine (Aubazine, Corrèze), de Santes Creus (Catalogne), de Pontigny et de Bonlieu sont représentatives de ce style et de ces techniques. Des fours à verre sont présents dans le temporel des cisterciens dès le XIIIe siècle. 
L'apparition du verre figuré décoratif dans les églises cisterciennes coïncide avec le développement du mécénat et des donations aristocratiques. Au XVe siècle, le vitrail cistercien perd sa spécificité et rejoint par son aspect les créations de la plupart des édifices religieux de l'époque.

## Carreaux

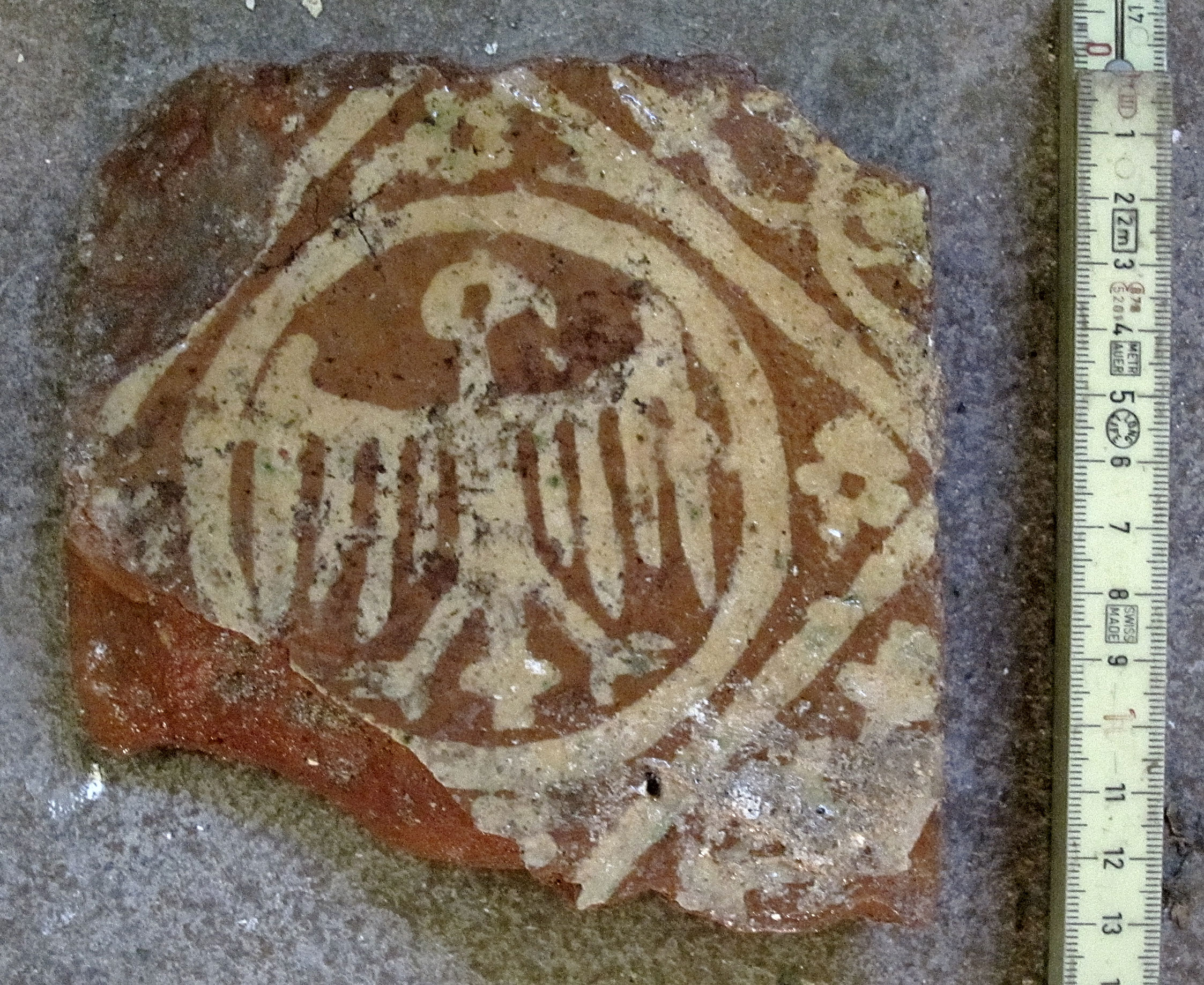
Carreau provenant de l'ancienne abbaye de Bellevaux, Haute-Saône.

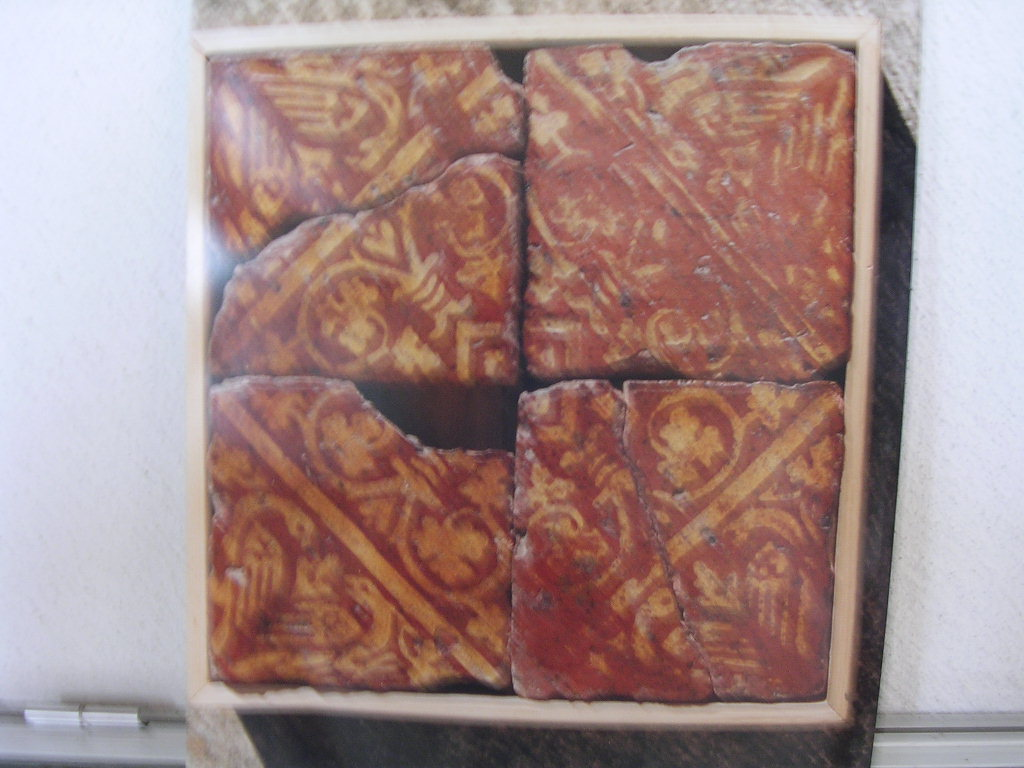
Carreau décoré provenant des vestiges de l'abbaye de Tart, Côte-d'Or.

Pour les monastères cisterciens qui vivent en relative autarcie, l’usage de carreaux d’argile estampés plutôt que de dallages en pierre ou en marbre s’est imposé. Les moines blancs développent une grande maîtrise de ce procédé d’autant qu’ils étaient capables de les fabriquer en masse grâce à leurs fours. Des carreaux à motif géométriques apparaissent à la fin du XIIe siècle. Les décorations sont obtenues par estampage : sur l’argile encore malléable, on appose un tampon de bois qui imprime en creux le motif. Sur le relief en creux on appose une barbotine d’argile blanche et le carreau est soumis à une première cuisson. Un revêtement vitrifiable est ensuite apposé. Il protège le carreau et rehausse les couleurs. 
L’assemblage des carreaux permettait d’obtenir des combinaisons complexes de motifs géométriques. Celles-ci sont parfois jugées trop esthétiques vis-à-vis des préceptes de simplicité et de dépouillement de l’ordre. En 1205, l’abbé de Pontigny est condamné par le Chapitre général pour avoir réalisé des parements trop somptueux. En 1210, l’abbé de Beauclerc se voit reprocher d’avoir laissé ses moines perdre leur temps à réaliser un pavement « trahissant un degré non convenable d’insouciance et d’intérêt curieux ».

## Manuscrits

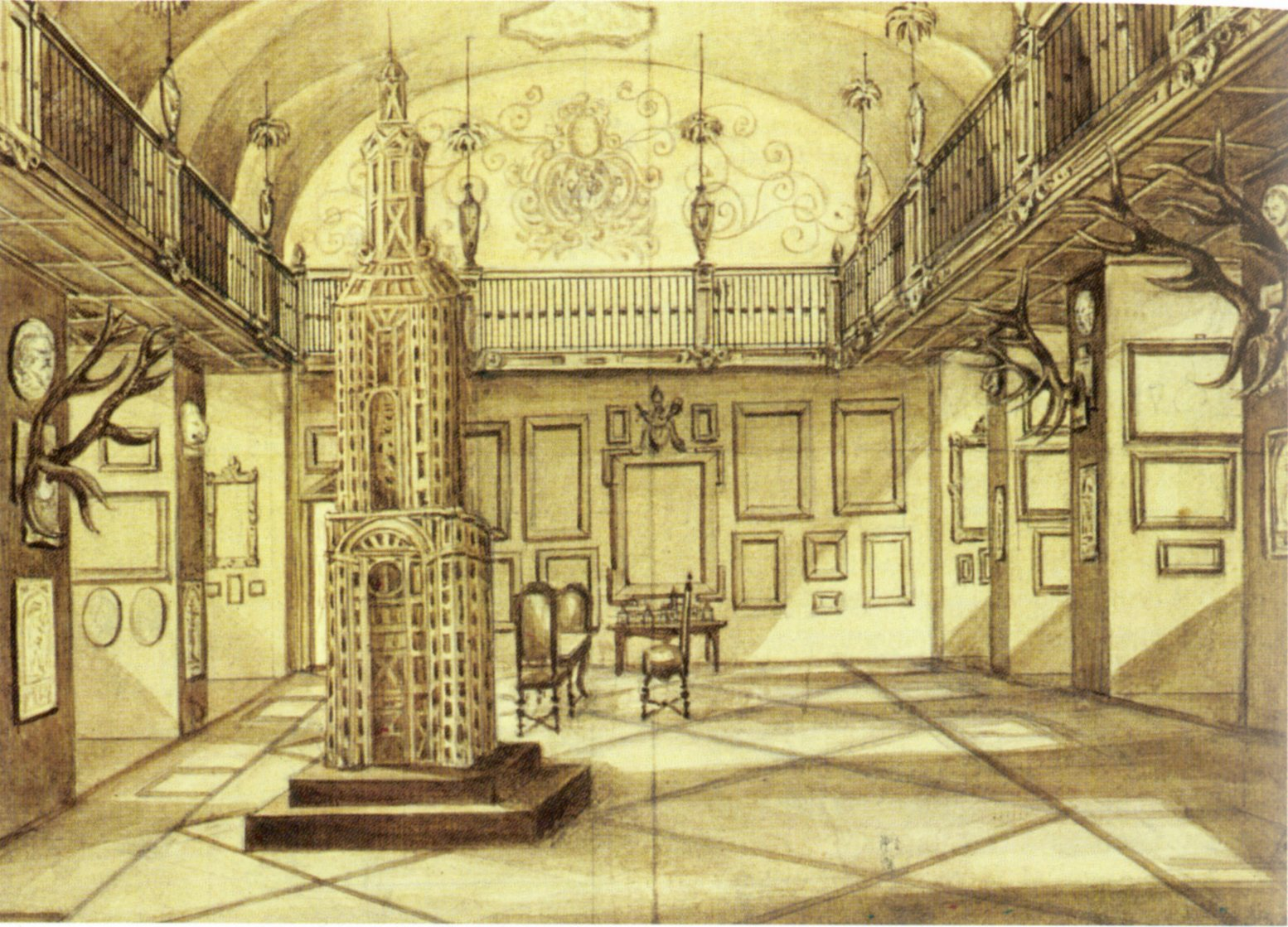
Bibliothèque de l'abbaye de Salem, v. 1880.

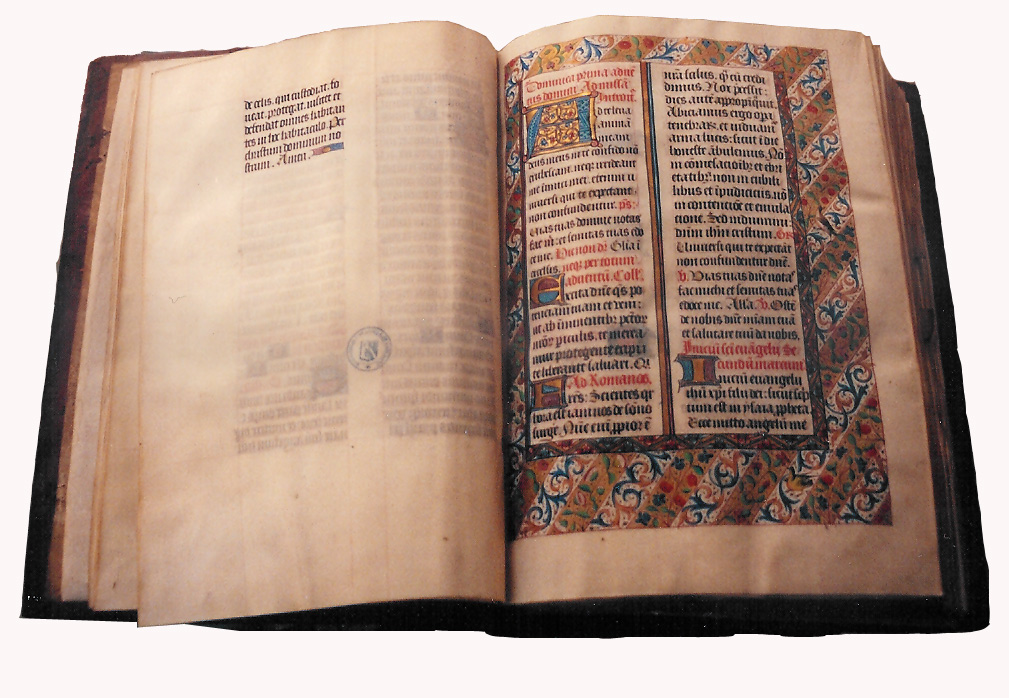
Manuscrit de l'abbaye de Morimond

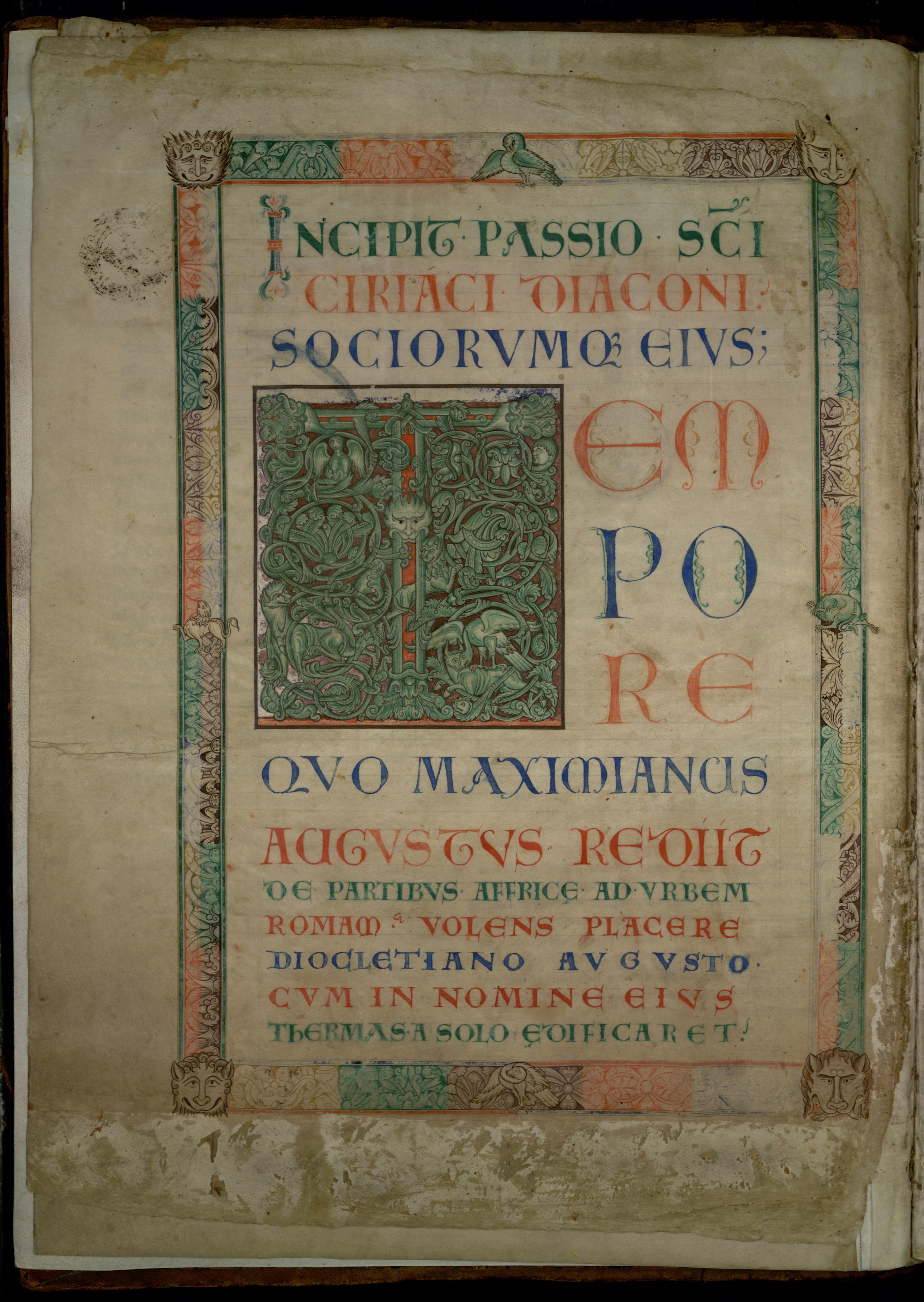
Exemple d'une page de manuscrit copié à Cîteaux au début du XIIe siècle avec un folio du Légendier de Cîteaux (Dijon, Bibliothèque municipale, ms. 641, f. 2v).

L'une des principales activités des abbayes est la copie de manuscrits. Les moines blancs ne sont pas en reste. Il existe un véritable réseau d'échange qui permet aux abbayes de se procurer les textes dont elles ont besoin pour les copier. On trouve dans les grandes bibliothèques cisterciennes de Cîteaux, Clairvaux ou Pontigny des Bibles, des textes des pères fondateurs de l'Église, des écrivains de la fin de l'Antiquité ou du début du Moyen Âge comme Boèce, Isidore de Séville ou Alcuin et certains historiens comme Flavius Josèphe, plus rarement des textes d'auteurs classiques. Des abbayes cisterciennes se dotent de scriptoria et deviennent des lieux de production de manuscrits, tel le scriptorium de Cîteaux où sont copiés de nombreux ouvrages.  

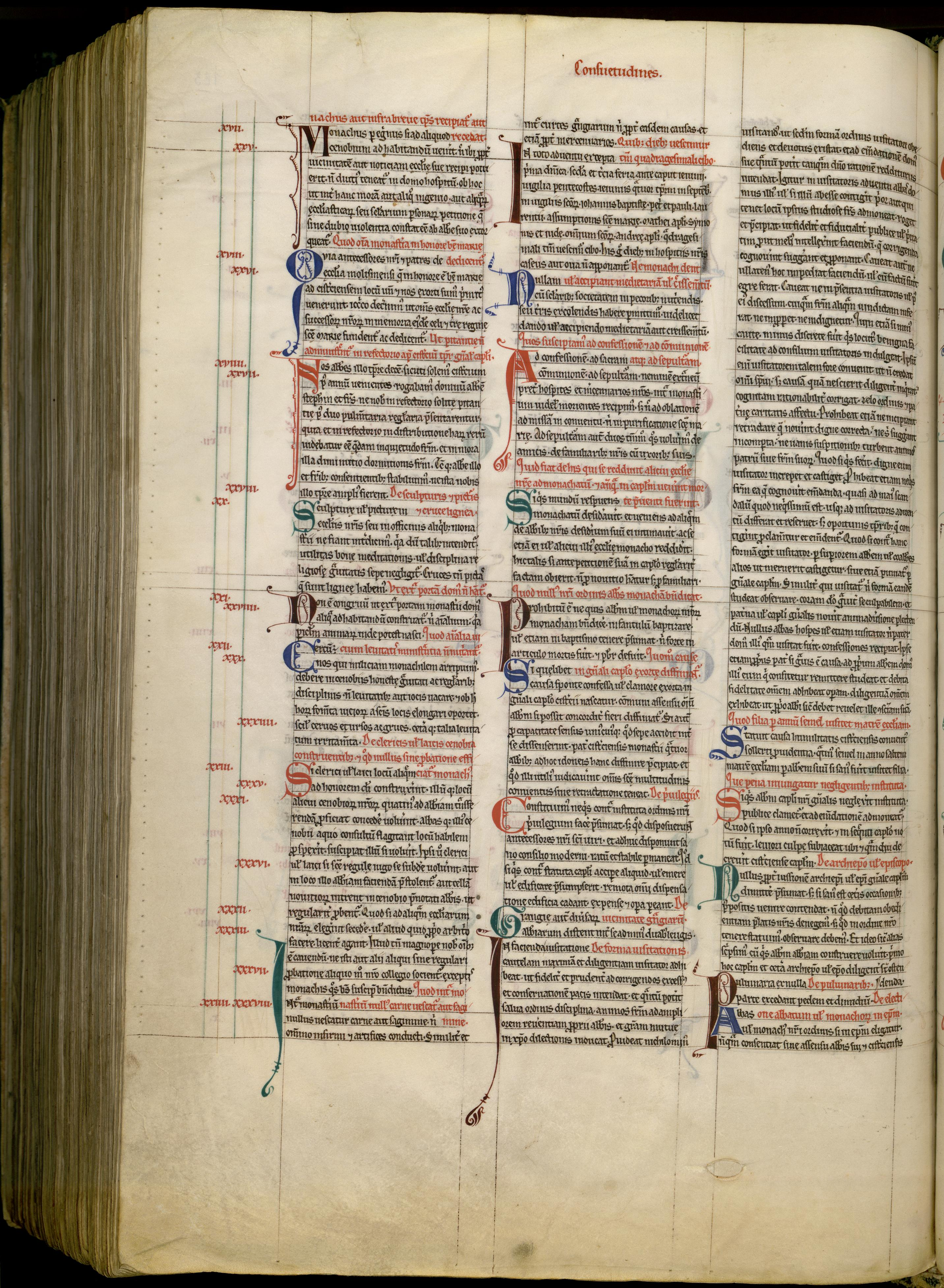
Manuscrit du troisième style de Cîteaux, dit "Style monochrome". Provient du scriptorium de l'abbaye de Cîteaux (folio 183 - Ms 114)

Les moines de Cîteaux développent une calligraphie ronde, régulière et très lisible. On distingue trois styles d'enluminures dans les manuscrits de Cîteaux. Au début, les manuscrits sont décorés de motifs végétaux, de scènes de la vie quotidienne ou des travaux des champs, d'allégories sur le combat de la foi ou sur le mystère divin. Il faut par exemple citer pour cette première époque les décors particulièrement travaillés de la Bible d'Étienne Harding, des Morales sur Job de Cîteaux ou encore du Légendier de Cîteaux, trois ouvrages copiés à Cîteaux. La Vierge est particulièrement représentée. Mais sous l'impulsion de Bernard de Clairvaux, mû par un idéal d'austérité, un style plus épuré apparaît vers 1140. Il se caractérise par de grandes initiales peinte en camaïeu d'une seule couleur, sans représentation humaine ou animale ni utilisation d'or. En édictant ces règles sur les enluminures, Bernard de Clairvaux souhaite éviter une trop grande richesse dans les manuscrits qui pourrait éloigner le moine cistercien du dénuement et de la pauvreté et donc de la recherche de Dieu. Grâce à ce changement dans l’ornementation des manuscrits, Bernard de Clairvaux met en œuvre sa vision d’un art sobre et épuré, mais cela lui permet aussi d’éviter que des artistes extérieurs ne rentrent dans l’enceinte de l’abbaye.
Les cisterciens développent un style dépouillé même si le souci esthétique demeure. Ils sont souvent d’ailleurs particulièrement dépensiers en ce qui concerne la qualité des supports utilisés (vélin) ou les couleurs souvent obtenues à partir de pierres précieuses (lapis lazzuli).
Avec le développement de l'imprimerie à caractère mobile, les livres deviennent omniprésents au sein des abbayes ; des bibliothèques autonomes sont créées dans certaines abbayes et les collections d'ouvrages augmentent considérablement entre les XIVe et XVe siècles. Au XVIe siècle, la bibliothèque de Clairvaux compte 18 000 manuscrits et 15 000 imprimés.

## Les grandes abbayes cisterciennes en France
- Abbaye de Cîteaux
- Abbaye de Clairvaux
- Abbaye de Fontenay
- Abbaye de Noirlac
- Abbaye de Royaumont
- Abbaye de Sénanque
- Abbaye de Silvacane
- Abbaye du Thoronet

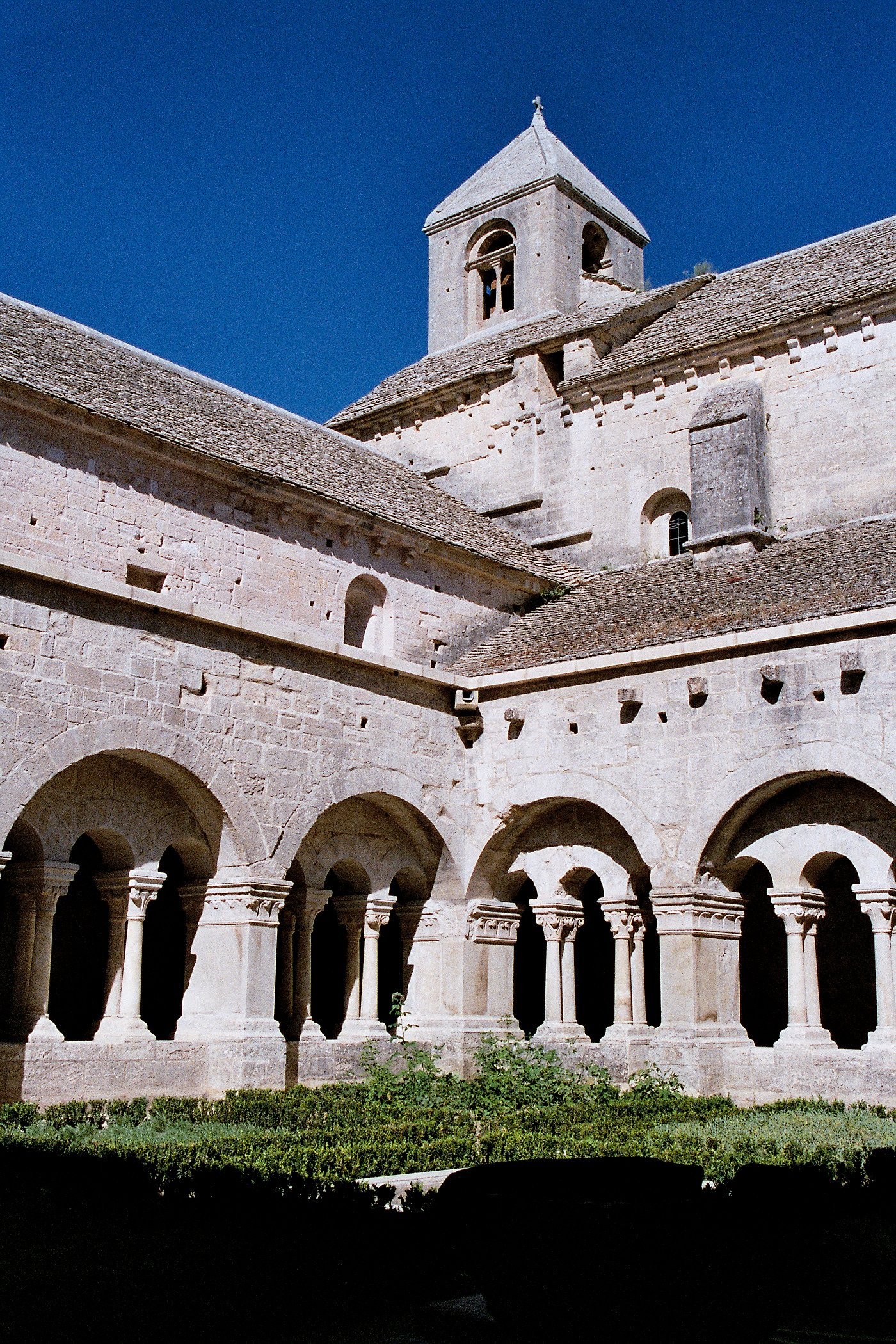
Cloître et clocher de l'abbaye de Sénanque, Provence.

- Abbaye Notre-Dame de Fontaine-Guérard
- Abbaye Notre-Dame de Bonport
- Abbaye Sainte-Marie de Fontfroide
- Abbaye de l'Étoile